# 義元ゆういち
義元 ゆういち（よしもと ゆういち、生年非公表）は、日本の男性漫画家。別ペンネームは好本雄一。
2012年に講談社の『マガジンプラス』掲載の読み切り「PIGEON WORKS アナログ探偵事件録」でデビュー。2015年の『少年マガジンR』掲載の『夢喰い探偵―宇都宮アイリの帰還―』で連載デビューした。
代表作に『夢喰い探偵―宇都宮アイリの帰還―』『とんずらごはん』がある（2020年7月現在）。

## 人物
中学生当時、文化祭で当時流行していた「ミステリー漫画を取り上げた演劇」に接したことをきっかけに「角川文庫の黒い背表紙」に手を伸ばすようになり「ミステリおたく」となった。農業高校出身。2作目となる「探偵作家 俺/マリア」の掲載誌では「色々あって」「就職して小松菜の栽培」をしたこともあったと述懐している。

## 作風
読み切りデビュー以降、一貫して青春ミステリ漫画を得意としている。
連載デビュー作『夢喰い探偵―宇都宮アイリの帰還―』で青春ミステリ漫画家として高い評価を得た。評論家の福井健太は著書で『夢喰い―』を「日常の謎と犯罪を並置し、正統派の謎解きを綴った良作」「エラリー・クイーンや横溝正史への言及が多く、加藤元浩の影響を感じさせるのも面白い」と評した。評論家の廣澤吉泰は『夢喰い―』2巻を「犯人特定のための論理や、伏線が巧みに盛りこまれたプロットは、本格ミステリ好きをうならせることうけあい」と絶賛し、決めゼリフ「なろうか、名探偵に!」を使う主人公アイリを「名探偵が登場するミステリマンガの正統派の後継者」とした。
2018年9月から2019年10月まで連載した『とんずらごはん』は「何者かに婚約者殺しの濡れ衣を着せられた主人公が、警察の追っ手から逃れるさなかB級グルメの美味しさに目覚める」コメディとサスペンスを前面に押し出した作品であるが、4話から真犯人を推理するミステリ要素が加わった。産経新聞社編集委員の阿比留瑠比はTwitterで「荒唐無稽な設定のようで『とんずらごはん』はいい」「面白い。脇役もいい」と絶賛し「楽しみにしていたのに電子書籍だけとは。これはなかなかよくできた作品だったのに打ち切りとは、どうしてだろう」と同作4巻が電子書籍のみで刊行されたことと、その終了を惜しんだ。

## 作品リスト

### 単行本
- 義元ゆういち名義
  - 義元ゆういち『夢喰い探偵―宇都宮アイリの帰還―（1）』講談社、2015年。ISBN 978-4-06-371499-9。
  - 義元ゆういち『夢喰い探偵―宇都宮アイリの帰還―（2）』講談社、2016年。ISBN 978-4-06-392526-5。
  - 義元ゆういち『夢喰い探偵―宇都宮アイリの帰還―（3）』講談社、2016年。ISBN 978-4-06-392552-4。
  - 義元ゆういち『とんずらごはん（1）』講談社、2019年。ISBN 978-4-06-514629-3。
  - 義元ゆういち『とんずらごはん（2）』講談社、2019年。ISBN 978-4-06-515321-5。
  - 義元ゆういち『とんずらごはん（3）』講談社、2019年。ISBN 978-4-06-516826-4。
  - 義元ゆういち『とんずらごはん（4）』講談社、2019年。(電子書籍のみで発刊)

### 雑誌
- 好本雄一名義
  - 好本雄一 (2012-07). “PIGEON WORKS アナログ探偵事件録”. マガジンプラス (講談社).
  - 好本雄一 (2013-09). “探偵作家 俺/マリア―書き上げるまでが事件です―”. 月刊少年マガジン (講談社).
- 義元ゆういち名義
  - 義元ゆういち (2018年9月). “とんずらごはん”.   講談社. 2018年10月22日閲覧。

### SNS
- 義元ゆういち名義
  - 義元ゆういち (2020年4月9日). “【コロナまんが】〇〇日後に豪遊する女”. 2021年1月23日閲覧。

新型コロナウイルス感染症 (2019年)に翻弄されながらも、感染症の収束後に豪遊することを夢見てたくましく生きる人々をテーマとした作品。Twitter上で2020年4月から6月にかけてその1からその50までが不定期連載された。後にpixivに掲載されたが、終盤は現実に合わせて大幅に加筆修正された。タイトルの元ネタは『100日後に死ぬワニ』。